# Yasutaka Uchiyama
 Yasutaka Uchiyama  (nacido el 5 de agosto de 1992) es un tenista profesional japonés, nacido en la ciudad de Sapporo.

## Carrera
Su mejor ranking individual es el Nº 78 alcanzado el 4 de noviembre de 2019, mientras que en dobles logró la posición 102 el 20 de agosto de 2018.
Hasta el momento ha obtenido 6 títulos de la categoría ATP Challenger Tour, siendo en la modalidad de dobles. También ha ganado varios títulos futures tanto en individuales como en dobles.

### Copa Davis
Desde el año 2013 es participante del Equipo de Copa Davis de Japón. Tiene en esta competición un récord total de partidos ganados/perdidos de 2/1 (1/0 en individuales y 1/1 en dobles).

## Títulos ATP (1; 0+1)

### Dobles (1)
| Leyenda                         |
| Grand Slam (0)                  |
| ATP Wourld Tour Finals (0)      |
| ATP Masters 1000 World Tour (0) |
| ATP World Tour 500 series (1)   |
| ATP World Tour 250 series (0)   |

| N.º | Fecha                | Torneo | Superficie | Pareja        | Oponentes en la final     | Resultado   |
| --- | -------------------- | ------ | ---------- | ------------- | ------------------------- | ----------- |
| 1.  | 8 de octubre de 2017 | Tokio  | Dura       | Ben McLachlan | Jamie Murray Bruno Soares | 6-4, 7-6(1) |

## Títulos Challenger; 9 (7 + 2)
| Leyenda             | Individuales | Dobles |
| ------------------- | ------------ | ------ |
| ATP Challenger Tour | 7            | 2      |

### Individual
| N.º | Fecha      | Torneo                     | Superficie | Oponentes       | Resultado        |
| --- | ---------- | -------------------------- | ---------- | --------------- | ---------------- |
| 1.  | 26.02.2017 | Challenger de Kioto        | Dura (i)   | Blaz Kavcic     | 6–3, 6–4         |
| 2.  | 03.03.2018 | Challenger de Yokohama     | Dura       | Tatsuma Ito     | 2-6, 6-3, 6-4    |
| 3.  | 09.09.2018 | Challenger de Zhangjiagang | Dura       | Jason Jung      | 6-2, 6-2         |
| 4.  | 15.09.2019 | Challenger de Shanghai     | Dura       | Di Wu           | 6-4, 7-6         |
| 5.  | 20.10.2019 | Challenger de Ningbo       | Dura       | Steven Diez     | 6-1, 6-3         |
| 6.  | 14.04.2024 | Challenger de Busan        | Dura       | Hong Seong-chan | 7-6(4), 6-3      |
| 7.  | 01.09.2024 | Challenger de Zhangjiagang | Dura       | Mark Lajal      | 6-7(4), 6-2, 6-2 |

#### Finalista
| N.º | Fecha      | Torneo                  | Superficie | Oponentes    | Resultado     |
| --- | ---------- | ----------------------- | ---------- | ------------ | ------------- |
| 1.  | 02.08.2016 | Challenger de Lexington | Dura       | John Millman | 3–6, 6–3, 4–6 |

### Dobles
| N.º | Fecha      | Torneo                | Superficie | Compañero        | Oponentes en la final             | Resultado   |
| --- | ---------- | --------------------- | ---------- | ---------------- | --------------------------------- | ----------- |
| 1.  | 26.01.2014 | Challenger de Lahaina | Dura       | Denis Kudla      | Daniel Kosakowski Nicolas Meister | 6-3, 6-2    |
| 2.  | 23.11.2014 | Challenger de Toyota  | Carpet (i) | Toshihide Matsui | Bumpei Sato Yang Tsung-hua        | 7-6(6), 6-2 |

#### Finalista
| N.º | Fecha      | Torneo                     | Superficie    | Compañero     | Oponentes en la final                 | Resultado           |
| --- | ---------- | -------------------------- | ------------- | ------------- | ------------------------------------- | ------------------- |
| 1.  | 19.08.2012 | Challenger de Qarshi       | Dura          | Brydan Klein  | Lee Hsin-han Nicolas Meister          | 6-7(5), 6-2, [4-10] |
| 2.  | 12.05.2013 | Challenger de Kunming      | Dura          | Go Soeda      | Samuel Groth John-Patrick Smith       | 4-6, 1-6            |
| 3.  | 1.03.2015  | Challenger de Kioto        | Carpet (i)    | Go Soeda      | Benjamin Mitchell Jordan Thompson     | 3-6, 2-6            |
| 4.  | 12.04.2015 | Challenger de Saint-Brieuc | Dura (i)      | Andriej Kapaś | Grégoire Burquier Alexandre Sidorenko | 3-6, 4-6            |
| 5.  | 21.02.2016 | Challenger de Kioto        | Carpet (i)    | Go Soeda      | Gong Maoxin Yi Chu-huan               | 3-6, 6-7(7)         |
| 6.  | 12.05.2013 | Challenger de Blois        | Tierra batida | Gong Maoxin   | Alexander Satschko Simon Stadler      | 3-6, 6-7(2)         |